# Ilona Biernacka-Ligięza
Ilona Joanna Biernacka-Ligięza – polska językoznawczyni, dr hab. nauk humanistycznych, profesor uczelni Instytutu Nauk o Komunikacji Społecznej i Mediach Wydziału Politologii i Dziennikarstwa Uniwersytetu Marii Curie-Skłodowskiej, profesor nadzwyczajny Wydziału Nauk Humanistycznych i Społecznych Karkonoskiej Państwowej Szkole Wyższej w Jeleniej Górze.

## Życiorys
25 września 2001 obroniła pracę doktorską Wulgaryzmy współczesnego języka polskiego i angielskiego, 8 lutego 2013 habilitowała się na podstawie pracy. Została zatrudniona na stanowisku profesora nadzwyczajnego w Katedrze Dziennikarstwa i Komunikacji Społecznej na Wydziale Zarządzania Wyższej Szkole Zarządzania "Edukacja", w Instytucie Politologii na Wydziale Nauk Społecznych Uniwersytetu Opolskiego, a także w Zakładzie Dziennikarstwa na Wydziale Politologii i Dziennikarstwa Uniwersytetu Marii Curie-Skłodowskiej.
Jest profesorem uczelni w Instytucie Nauk o Komunikacji Społecznej i Mediach na Wydziale Politologii i Dziennikarstwa Uniwersytetu Marii Curie-Skłodowskiej i profesorem nadzwyczajnym na  Wydziale Nauk Humanistycznych i Społecznych Karkonoskiej Państwowej Szkole Wyższej w Jeleniej Górze.
W 2023 została odznaczona Srebrnym Krzyżem Zasługi.